# 黃福元
黃福元（1853年—？），字念屹 ，號萃生、祝三，江蘇蘇州府昭文縣人，清朝政治人物。

## 生平
黃時雨九世孫。光緒十六年（1890年）庚寅恩科三甲第一百六十九名進士，同年五月，著交吏部掣籤，分發各省以知縣即用 。